# San Esteban de Nogales
San Esteban de Nogales település Spanyolországban, León tartományban. Lakosainak száma 243 fő (2024).

## Földrajza
San Esteban de Nogales Castrocalbón, Quintana del Marco, Alija del Infantado, Alcubilla de Nogales, Villageriz és Fuente Encalada községekkel határos.

## Népesség
A település lakosságának változását az alábbi diagram mutatja:
| Lakosok száma | 341  | 350  | 321  | 305  | 289  | 285  | 265  | 256  | 251  | 243  |
|               | 2001 | 2004 | 2007 | 2009 | 2012 | 2014 | 2017 | 2019 | 2022 | 2024 |